# Bleichen
Le Bleichen est un ancien cargo polyvalent construit en 1958 et typique de son époque. Il fait désormais partie de la flotte du Stiftung Hamburg Maritim (Fondation maritime de Hambourg)   dans le port de Hambourg.
Il est classé monument historique (Denkmal) de la ville hanséatique de Hambourg.

## Historique
Le navire a été construit au chantier naval Nobiskrug à Rendsburg pour la compagnie maritime de Hambourg H. M. Gehrckens (H.M.G.) et mis en service sous le nom de Bleichen. Comme son jumeau Borgesch, le cargo a été nommé d'après une vieille rue de Hambourg. C'était un cargo polyvalent typique, tel qu'il était utilisé avant l'avènement du porte-conteneurs. La compagnie maritime Gehrckens utilisait ses navires dans le commerce scandinave. Le Bleichen a donc été construit avec une certification glace élevée afin de pouvoir naviguer sur la mer Baltique toute l'année. Le navire a transporté du papier de la Finlande à l'Allemagne jusqu'en 1970. 
En 1970, il a été nommé Canale Grande par le nouveau propriétaire italien. Le Canale Grande a été acheté par un armateur turc en 1979 et rebaptisé Arcipel. Le navire a été utilisé de 1994 à décembre 2006 sous le nom de Old Lady pour le transport de marchandises en vrac en mer Noire.

### Préservation
L'exploitation du navire n'étant plus rentable, il devait être mis hors service et mis au rebut.
La Fondation maritime de Hambourg, qui cherchait un cargo pour son musée devant le hangar des années 50 (dernier hangar à quai de Hambourg de l'époque de l'Empire allemand), l'a racheté pour de 450.000 euros qui ont été levé grâce à des dons. Après un séjour au chantier naval en Turquie, il a été transféré à Hambourg en janvier 2007, où il est arrivé le 30 janvier 2007. 
Le 27 avril 2007, le vieux cargo a été rebaptisé sous son nom d'origine , Bleichen. Depuis, il navigue à nouveau sous pavillon allemand avec son port d'attache à Hambourg.

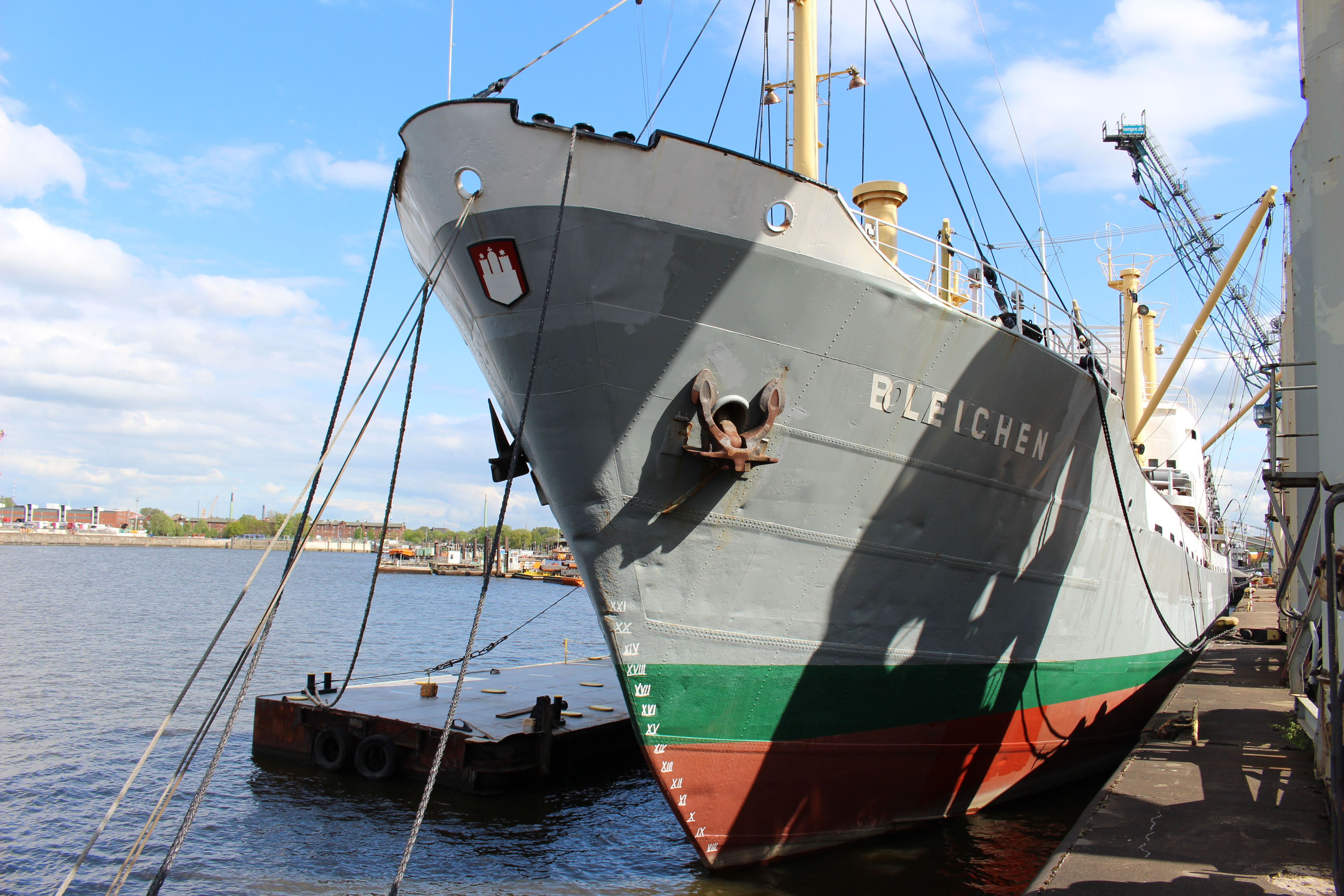
MS Bleichen en 2015

Malgré son âge, le navire est resté en grande partie inchangé et est en bon état. Le moteur diesel marin de Klöckner-Humboldt-Deutz a été conservé inchangé, tout comme le boîtier de direction, les canots de sauvetage et l'hélice. Selon les anciens membres de l'équipage, l'intérieur est toujours dans son état d'origine.
Une association d'entreprise appelée Freunde des Stückgutfrachters MS Bleichen  a été fondée le 6 février 2007 pour la restauration et l'exploitation. Le navire peut être visité régulièrement pendant les heures d'ouverture du musée du port. La restauration doit être effectuée par des bénévoles ainsi que par le projet Jugend Arbeit Hamburg e.V. . Le temps de restauration avait été estimé à environ trois ans, mais a pris plus de temps. 
Le 24 octobre 2017, l'essai et la réception du Bleichen ont été menés avec succès sur l'Elbe. Des croisières sont à nouveau proposés depuis 2018.

## Galerie

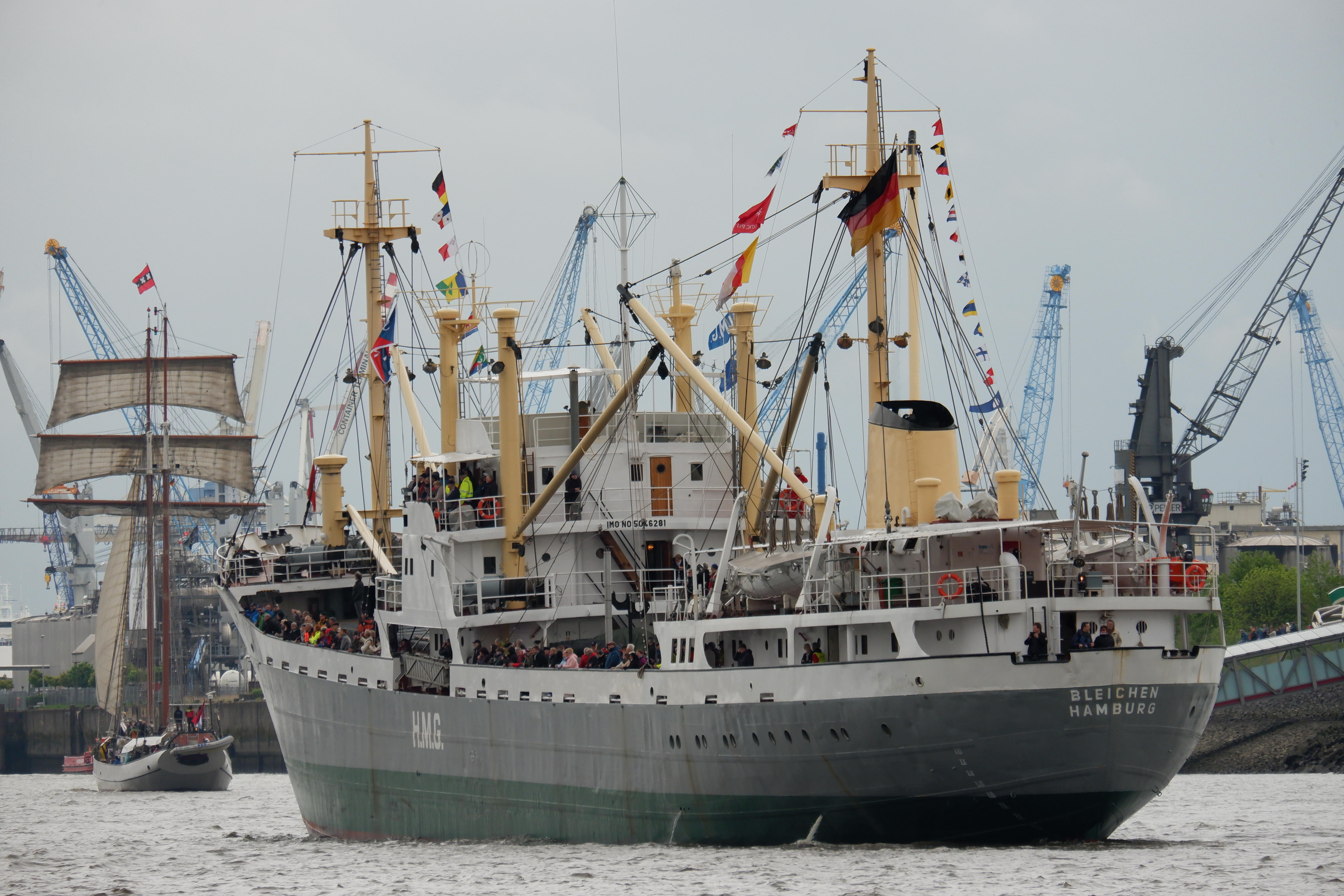
Bleichen à Hambourg en 2019
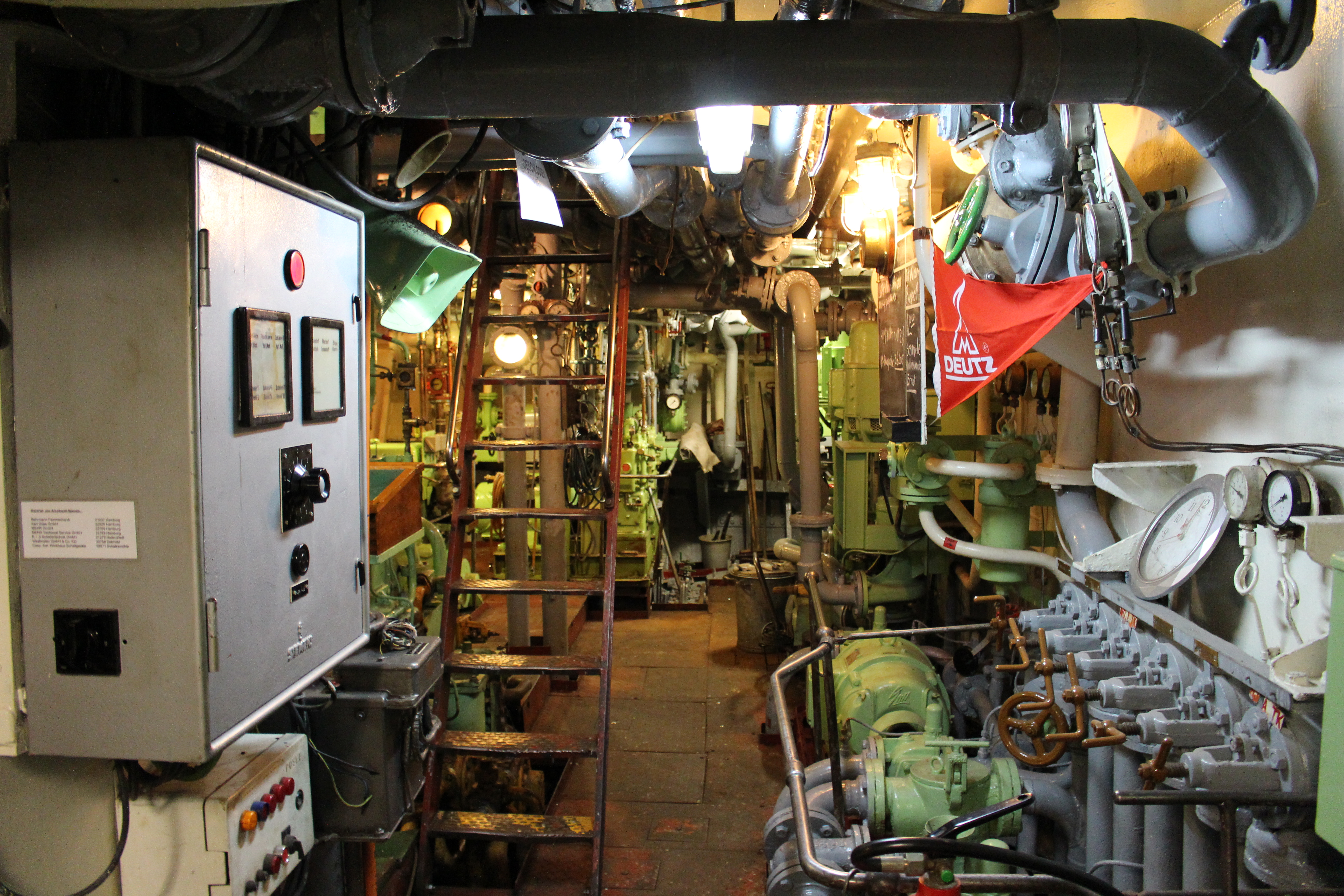
Salle des machines
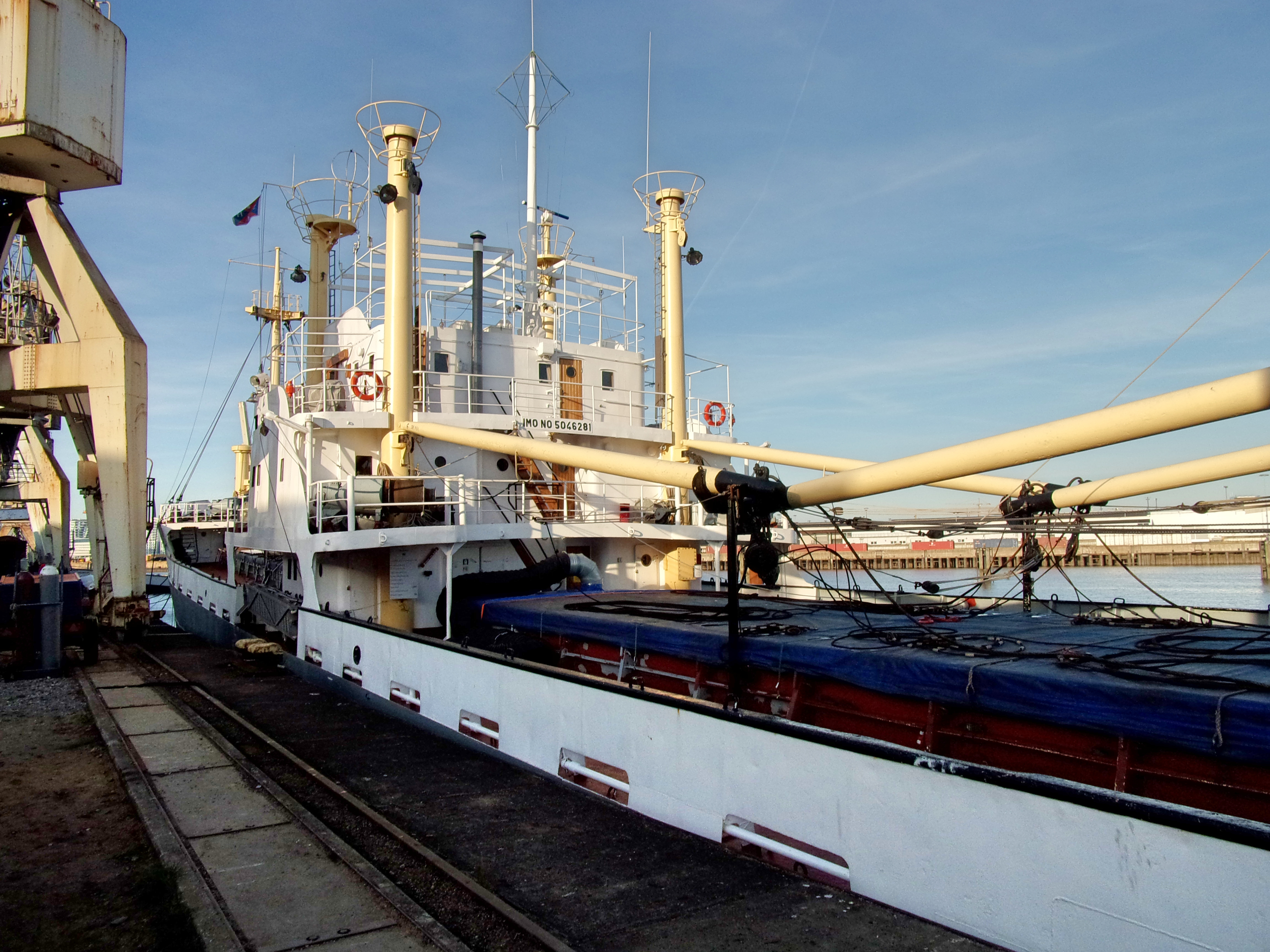
Le pont de marchandise